# Milligan
Milligan és una població dels Estats Units a l'estat de Nebraska. Segons el cens del 2000 tenia 315 habitants.

## Demografia
Segons el cens del 2000, Milligan tenia 315 habitants, 149 habitatges, i 77 famílies. La densitat de població era de 528,8 habitants per km².
Dels 149 habitatges en un 26,8% hi vivien nens de menys de 18 anys, en un 41,6% hi vivien parelles casades, en un 6% dones solteres, i en un 47,7% no eren unitats familiars. En el 44,3% dels habitatges hi vivien persones soles el 27,5% de les quals corresponia a persones de 65 anys o més que vivien soles. El nombre mitjà de persones vivint en cada habitatge era de 2,11 i el nombre mitjà de persones que vivien en cada família era de 2,94.
Per edats la població es repartia de la següent manera: un 26,3% tenia menys de 18 anys, un 5,4% entre 18 i 24, un 25,1% entre 25 i 44, un 15,9% de 45 a 60 i un 27,3% 65 anys o més.
L'edat mediana era de 42 anys. Per cada 100 dones de 18 o més anys hi havia 81,3 homes.
La renda mediana per habitatge era de 24.327 $ i la renda mediana per família de 27.727 $. Els homes tenien una renda mediana de 21.719 $ mentre que les dones 22.500 $. La renda per capita de la població era de 12.654 $. Aproximadament el 19,7% de les famílies i el 18,1% de la població estaven per davall del llindar de pobresa.

## Poblacions més properes
El següent diagrama mostra les poblacions més properes.